# Bertil Ohlin
Bertil Gotthard Ohlin (ur. 23 kwietnia 1899 w Klippan, zm. 3 sierpnia 1979 w Vålådalen) – szwedzki polityk i ekonomista, laureat Nagrody Banku Szwecji im. Alfreda Nobla w dziedzinie ekonomii w 1977 roku.

## Życiorys
Był profesorem ekonomii na Uniwersytecie w Kopenhadze (1925–1930), następnie w Szkole Ekonomicznej w Sztokholmie (1930–1965). Przez 40 lat (1930–1970) zasiadał w szwedzkim parlamencie, w latach 1944–1967 stał na czele szwedzkiej Ludowej Partii Liberałów (Folkpartiet, liberałowie, przez większość okresu liderowania Ohlina w opozycji do Partii Socjaldemokratycznej). 1944–1945 minister handlu w rządzie socjaldemokraty Hanssona.
Jako ekonomista reprezentował tzw. szkołę szwedzką (sztokholmską). Zajmował się przede wszystkim teorią handlu międzynarodowego. Współtwórca tzw. modelu Heckshera-Ohlina – teorii głoszącej, że poszczególne kraje (lub regiony) eksportują towary, które są wytwarzane przez czynniki produkcji posiadane przez te kraje w obfitości, i odpowiednio do tego, importują te produkty, których wytwarzanie wymagałoby użycia czynników produkcji występujących rzadko. Efektem tych działań jest zrównanie cen czynników produkcji w handlu międzynarodowym.
W 1977 otrzymał nagrodę Banku Szwecji im. Alfreda Nobla w dziedzinie ekonomii za pogłębienie tematów związanych z teorią handlu i przepływami między regionami i krajami. Razem z nim nagrodę otrzymał James Meade.
Córka Ohlina, Anne Wibble (1943–2000), była ministrem finansów na początku lat 90.

## Wybrane publikacje

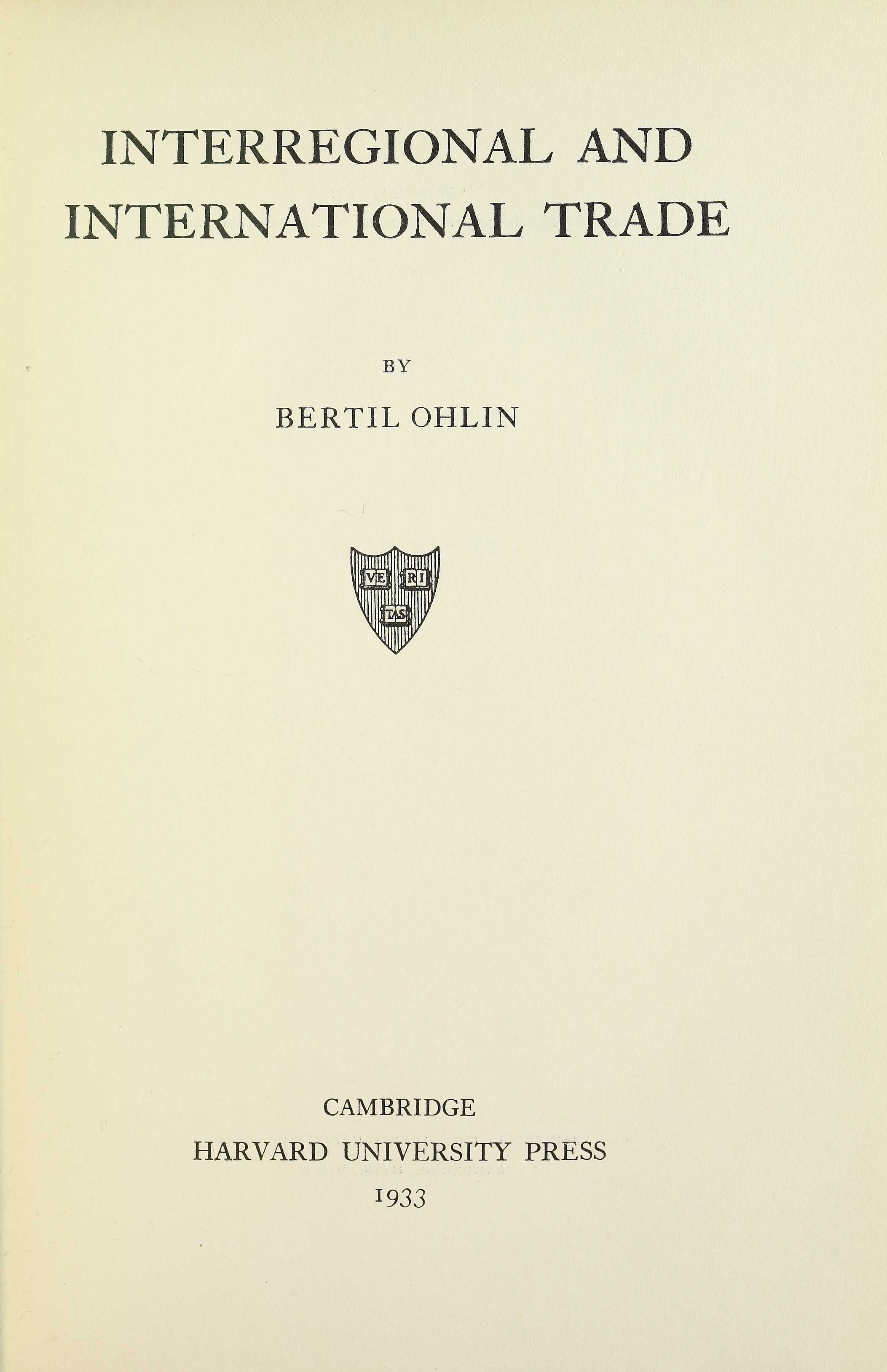
Interregional and international trade, 1933

- Interregional and International Trade (1933)
- International Economic Reconstruction (1936)
- The Problem of Employment Stabilization (1949)